# سوپ قاتل
سوپ قاتل (انگلیسی: Killer Soup) یک مجموعه اینترنتی هندی در ژانر کمدی سیاه بزه دلهره‌آور است. این مجموعه در ۱۱ ژانویه ۲۰۲۴ در نتفلیکس منتشر شد. در این مجموعه کونکونا سن شارما، مانوج باجپایی و نثار ایفای نقش کردند. عنوان قبلی این مجموعه «سوپ» بود. این مجموعه برای استریم در نتفلیکس قابل دسترسی است. سوپ قاتل بر اساس پرونده‌ای در سال ۲۰۱۷ در تلانگانا است.